# Burhan al-Mulk
Mir Muhàmmad Amin ibn Xaykh Muhàmmad Nàssir Burhan al-Mulk al-Mussawi (Nixapur finals del segle XVII-Delhi 21 de març de 1739), fou el fundador de la dinastia de nawwab-wazirs d'Awadh a l'Índia (1724-1754).
Va anar a l'Índia en data desconeguda però el 1711 ja estava al servei de Sarbuland Khan, comandant dels Kara-Manikpur. Quan va pujar al tron de Delhi Farrukhsiyar (1713-1719) va arribar a funcionari d'impostos (naib karori). El 1719 va poder sotmetre als zamindars rajputs i jats i fou nomenat comandant de Hindawn Biyana. Va participar en el complot contra l'amir al-umara Husayn Ali Khan Barha, i quan va triomfar va obtenir (1720) el títol de Saadat Khan Bahadur amb grau de 5000 i el comandant de 3000 cavallers. El mateix any fou nomenat governador d'Akbarabad (Agra) i al cap d'un mes (novembre de 1720) va rebre el títol de Bahadur Djang i les insígnies de mahi maratib. El 1722 fou nomenat governador d'Awadh i va sotmetre als shaykhzades de Lucknow; va reorganitzar la província i va incrementar la recaptació i l'emperador Muhammad Shah el va recompensar amb el títol pel que fou conegut, Burhan al-Mulk.
Va establir el seu control sobre tot l'Awadh, aleshores un territori en conflicte, i va castigar els senyor feudals rebels de Benares i Djawnpur. El 1735 va rebre el districte de Korah-Djahanabad, on el senyor local Bhagwant Ray, que causava problemes, va resultar mort en un xoc contra les forces de Burhan. Després va anar a Delhi per servir de prop a l'emperador Muhammad. El 1737 va atacar als marathes que havien ocupat part del Doab, els va derrotar i els va expulsar amb fortes pèrdues; en revenja els marathes van tacar Delhi.
El 1739 Nadir Shah de Pèrsia va envair l'Índia. Burhan va sortir d'Awadh amb 30000 homes i fou atacat abans d'arribar al campament imperial de Karnal, però encara que va perdre part del bagatge, va atacar als perses i, reconegut per un oficial persa nadiu de Nixapur, fou capturat i portat al campament de Nadir. En les negacions de pau després de la victòria de Nadir Shah, es va acordar una indemnització de cinc milions de rupies entre Nadir i Nizam al-Mulk Asaf Djah, representant de l'emperador, i llavors Burhan va suggerir a Nadir, per motius desconeguts, d'augmentar aquesta indemnització.
Deixat en llibertat va poder tornar a Delhi on va morir al cap de poc (21 de març de 1739); la causa de la mort ha donat lloc a especulacions: suïcidi o una ferida mal curada.